# UNIT
A UNIT é uma organização militar fictícia da série de ficção científica britânica Doctor Who e de suas séries derivadas, Torchwood e The Sarah Jane Adventures. Atuando sob os auspícios das Nações Unidas e inicialmente liderada pelo Brigadeiro Lethbridge-Stewart, sua missão é investigar e combater ameaças paranormais e extraterrestres à Terra. Diversos membros da UNIT (como o próprio Brigadeiro, o Sargento Benton e Mike Yates) tiveram papéis de destaque na série clássica de Doctor Who (1963—1989), sendo a organização uma presença constante entre os episódios The Invasion (1968) e The Seeds of Doom (1976).
Originalmente chamada de United Nations Intelligence Taskforce (Força-Tarefa de Inteligência das Nações Unidas), foi revelado em 2005 que a ONU, na vida real, já não via com bons olhos a associação com a organização fictícia. Desde então, o nome completo não pôde mais ser utilizado — as siglas "UNIT" e "ONU" ainda podem ser usadas, contanto que não se explique o significado delas. Em 2008, a organização foi renomeada para Unified Intelligence Taskforce (Força-Tarefa de Inteligência Unificada), sendo esse nome utilizado pela primeira vez no episódio "The Sontaran Stratagem". Apesar desse distanciamento da ONU real, diálogos nesse e em vários episódios posteriores indicam que, no universo fictício da série, a versão imaginária das Nações Unidas ainda apoia a UNIT.

## Criação

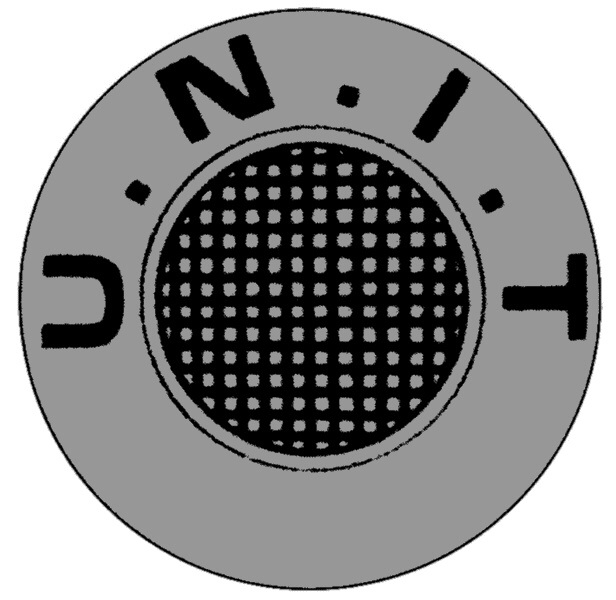
O logo da UNIT, visto pela primeira vez na história The Invasion (1968).

Em uma entrevista de 2014, o ex-editor de roteiros Terrance Dicks relembrou que esteve presente no "nascimento" da UNIT durante a produção do serial The Invasion em 1968. Ele atribuiu a criação da ideia ao roteirista e editor Derrick Sherwin, juntamente com o produtor Peter Bryant, afirmando que eles estavam testando o conceito em The Invasion antes que se tornasse central para a série, o que ocorreria em Spearhead from Space (1970). Em uma série de entrevistas gravadas originalmente para o DVD de 2006 do serial Inferno (1970), o ator Nicholas Courtney — que interpretou o Brigadeiro Lethbridge-Stewart em The Invasion — também descreveu esse arco como uma espécie de "ensaio geral" para a ideia de exilar o Doutor, o protagonista da série, na Terra. Dicks explicou ainda que essa decisão foi motivada por razões orçamentárias: era mais barato ambientar os episódios na Terra do que construir novos planetas alienígenas para cada história. Assim, a UNIT surgiu como uma solução proposta por Sherwin para lidar com a presença do Doutor na Terra após seu exílio. Em entrevista para o DVD de 2012 de The Krotons (1968–69), Sherwin declarou que desejava trazer Doctor Who para um cenário mais terrestre, buscando maior credibilidade para a série. Ele descreveu a UNIT como "o veículo ideal" para essa abordagem.
Em outra entrevista publicada na Doctor Who Magazine em 2014, Sherwin relembrou que, após submeter seus roteiros de The Invasion para Bryant — que já incluíam a UNIT —, recebeu a instrução de introduzir essa ideia mais cedo na história. A intenção era aliviar um pouco a carga de trabalho do ator Patrick Troughton, que interpretava o Segundo Doutor. Em entrevista para o DVD de edição especial de Spearhead from Space, lançada em 2011, Sherwin comentou que criou a UNIT justamente para oferecer um apoio mais consistente ao Doutor, de modo que Troughton não precisasse decorar tantas falas semanalmente.
Sherwin também relatou, em 2014, que enquanto trabalhava como editor de roteiros em The Web of Fear (1968) — que já envolvia personagens do exército britânico — pediu aos roteiristas Mervyn Haisman e Henry Lincoln que incluíssem os personagens que ele originalmente havia criado para The Invasion. Ele não tinha certeza se as forças armadas retratadas em The Web of Fear já representavam a UNIT, mas estava "convencido" de que esse episódio funcionava como uma espécie de introdução à presença mais significativa da UNIT em The Invasion. Sherwin também alegou deter os direitos autorais sobre o personagem Lethbridge-Stewart, afirmando tê-lo criado em The Invasion. No entanto, notas de produção incluídas na coleção Doctor Who: The Complete History creditam Haisman e Lincoln como criadores de Lethbridge-Stewart — que já aparecia como comandante militar em The Web of Fear. Essas notas também relatam que, em maio de 1968 (após a exibição de The Web of Fear entre fevereiro e março do mesmo ano), Bryant e o diretor Douglas Camfield estavam em negociações com os roteiristas para utilizar o personagem em The Invasion. As mesmas notas descrevem The Web of Fear como uma "influência significativa" sobre aquela história.

## História fictícia
As origens da UNIT no universo de Doctor Who estão no serial do Segundo Doutor, The Web of Fear (1968), sendo formalmente nomeada e estabelecida em The Invasion (1968). De acordo com o episódio "Survivors of the Flux" (2021), a UNIT foi fundada em 1958 e desenvolvida ao longo da década seguinte, com o Brigadeiro Lethbridge-Stewart juntando-se à força-tarefa após a organização falhar em agir durante os eventos da história do Primeiro Doutor, The War Machines (1966).
Após The Invasion, a importância do aconselhamento científico no combate a ameaças extraterrestres é reconhecida, e tanto a Dra. Elizabeth Shaw quanto o Terceiro Doutor (então exilado na Terra) se juntam à UNIT a tempo de ajudar a derrotar os Autons em Spearhead from Space (1970).
A UNIT continuou a aparecer em Doctor Who após aquela história, mas quando o exílio do Terceiro Doutor é encerrado em The Three Doctors (1972–73), sua associação com a UNIT torna-se mais esporádica, especialmente após sua regeneração em sua quarta encarnação no final de Planet of the Spiders (1974). Embora a última aparição da UNIT na série por muitos anos tenha sido em The Seeds of Doom (1976), a organização continuou a cumprir seu mandato de investigar e combater atividades alienígenas. A aparição final da UNIT durante a era clássica de Doctor Who foi no arco do Sétimo Doutor, Battlefield (1989).
A UNIT é mencionada tanto por sua sigla quanto por seu nome completo nos episódios da primeira temporada de 2005, "Aliens of London" e "World War Three", onde envia uma delegação para uma reunião de especialistas em Downing Street. A UNIT reapareceu ainda no mesmo ano em "The Christmas Invasion". Além de Doctor Who, a UNIT também apareceu nas séries derivadas Torchwood e The Sarah Jane Adventures.
A partir de "The Power of Three" (2012), a organização passou a ser mostrada como reorganizada sob a liderança de Kate Stewart, filha do Brigadeiro.
No especial de Ano Novo de 2019, "Resolution", a Décima terceira Doutora tenta entrar em contato com Kate Stewart para obter ajuda, mas descobre que as operações da UNIT foram suspensas e substituídas por um call center terceirizado, devido a uma disputa diplomática sobre financiamento.
No episódio de 1º de janeiro de 2020, "Spyfall – Parte 1", é afirmado que tanto a UNIT quanto a Torchwood não existiam mais. O episódio "Survivors of the Flux" (2021) revela que isso foi causado pelo Grande Serpente, uma figura política que assumiu a identidade de Prentis e foi instrumental na formação da UNIT, a fim de facilitar a invasão dos Sontarans à Terra durante a crise do Fluxo. A UNIT é ressuscitada no especial "The Power of the Doctor", novamente sob a liderança de Kate Stewart, com uma nova sede em Londres, que é demolida ao final do episódio para derrotar os Cybermen.
Já a partir dos especiais de 60 anos em 2023, a UNIT aparece com uma sede realocada para um arranha-céu na cidade de Londres, ainda sob a liderança de Kate Stewart.

## Organização
O status da UNIT é respaldado por uma legislação especial que permite à organização assumir poderes de emergência quando necessário. Embora atue sob a autoridade das Nações Unidas, seus membros são destacados das forças armadas do país anfitrião e ainda estão subordinados à cadeia de comando desse país. Na seção britânica da UNIT, os postos seguem os do Exército Britânico: Lethbridge-Stewart é brigadeiro,  Yates é capitão,, um major aparece em The Seeds of Doom (1976) e "The Christmas Invasion" (2005), e um coronel e outro capitão aparecem em "The Sontaran Stratagem"/"The Poison Sky" (2008). Os membros da UNIT são destacados da Marinha Real, do Exército Britânico e da Força Aérea Real, e continuam vinculados à cadeia de comando do Reino Unido. O Major Blake, por exemplo, se reporta diretamente ao Primeiro-Ministro em "The Christmas Invasion". A UNIT pode recorrer aos ramos convencionais das forças armadas para apoio, como demonstrado em The Seeds of Doom, quando a RAF realiza ataques aéreos de precisão.
Devido à natureza internacional da organização, ela às vezes é vista com desconfiança por militares locais e agências de segurança nacional, que temem que a UNIT possa interferir em sua soberania. A existência da UNIT é conhecida pelo público, mas principalmente como uma organização de segurança com expertise científica; sua verdadeira missão é secreta. Embora o Brigadeiro tenha declarado originalmente que a UNIT não prende pessoas, no século XXI a organização passou a ter autoridade para deter indivíduos indefinidamente, sem julgamento, apelação, contato externo ou representação legal — como foi o caso de Toshiko Sato, antes de ser recrutada para trabalhar para o governo britânico pelo Instituto Torchwood, em um flashback no episódio de Torchwood "Fragments" (2008).
A organização foi reorganizada por Kate Stewart, filha do Brigadeiro Lethbridge-Stewart. Em "The Power of Three" (2012), Kate lidera o departamento de pesquisa científica da UNIT, que agora possui autoridade sobre o ramo militar da organização.

### Personagens principais
- O Doutor tem sido o principal conselheiro científico da UNIT desde que sua terceira encarnação foi exilada para a Terra (tendo colaborado anteriormente com a UNIT durante sua segunda encarnação).[35][36] O Doutor deixou o emprego de tempo integral na UNIT durante sua quarta encarnação,[37] deixando um telégrafo espaço-temporal[38] (e, mais tarde, o número de telefone da TARDIS)[30] com o qual eles poderiam ser convocados em emergências. Eles mantêm suas credenciais, ainda carregando o retrato de sua terceira encarnação.[17]

- O Brigadeiro Alistair Gordon Lethbridge-Stewart (posteriormente Sir Alistair Gordon Lethbridge-Stewart) é um dos fundadores da UNIT e o comandante original de seu contingente britânico. Durante o exílio do Terceiro Doutor na Terra, ele o contrata como seu conselheiro científico. Ele era pai de Kate Lethbridge-Stewart, outra comandante da UNIT.[23]

- O Sargento Benton aparece pela primeira vez como Cabo Benton em The Invasion e se torna uma figura constante nas histórias da UNIT entre The Ambassadors of Death e The Android Invasion. Em suas três últimas aparições, durante a era do Quarto Doutor, ele foi promovido a sargento-mor do regimento.

- Liz Shaw, originalmente recrutada pela Universidade de Cambridge como consultora científica da UNIT, aparece pela primeira vez em Spearhead from Space e aceita a posição de assistente do Terceiro Doutor quando ele assume o cargo de consultor científico.[39]

- Jo Grant é uma funcionária civil da UNIT que foi designada como assistente do Terceiro Doutor, substituindo Liz Shaw. A personagem aparece entre Terror of the Autons em 1971[29] até The Green Death em 1973.[40]

- Mike Yates também faz sua primeira aparição em Terror of the Autons e aparece regularmente durante a era do Terceiro Doutor.

- Sarah Jane Smith é uma jornalista investigativa que se torna associada da UNIT por meio de seu relacionamento de companheirismo com o Terceiro, Quarto, Décimo e Décimo primeiro Doutores. Sarah Jane mantém contato e recebe apoio de funcionários seniores da UNIT ao longo de sua vida.[41][42]

- Harry Sullivan, um tenente-cirurgião da Marinha Real, é um oficial médico da UNIT na época da terceira regeneração do Doutor e se torna seu companheiro em várias aventuras.

- Petronella Osgood é uma cientista da UNIT e assistente de Kate Stewart em "The Day of the Doctor" (2013). Ela usa um longo cachecol de tricô de várias cores, que lembra o cachecol do Quarto Doutor e sofre de uma doença respiratória para a qual usa um inalador quando está superexcitada. Naquela história, ela passa a ser personificada por um Zygon, e as duas se dão bem.[43] Após um tratado de paz entre humanos e Zygons, que resultou em 20 milhões de Zygons se estabelecendo na Terra disfarçados de humanos, a duplicata de Zygon permanece na forma de Osgood, sem que nenhuma versão dela revele aos outros qual é qual. Uma versão de Osgood trabalha com Kate Stewart e o Décimo segundo Doutor no episódio "Death in Heaven" (2014), usando uma gravata borboleta que lembra o Décimo primeiro Doutor e um Converse que lembra o Décimo Doutor. Ela se mostra ansiosa para agradar o Doutor e o admira. O Doutor sugere que pode considerar fazer dela uma acompanhante, mas ela é desintegrada por Missy. Osgood demonstrou muito autocontrole ao tentar, quase calmamente, persuadir Missy a poupá-la com explicações lógicas.[44] Em "The Zygon Invasion" (2015), a sobrevivente Osgood é sequestrada por um grupo dissidente de Zygons liderados por Bonnie, que busca guerra com os humanos. Depois de ser resgatada pelo Doutor, ela viaja com ele para o Arquivo Negro da UNIT em uma tentativa de manter a paz, enquanto se recusa a dizer se ela é humana ou Zygon.[45] Em "The Zygon Inversion", o Doutor, após convencer Bonnie a viver em paz com a humanidade, oferece a Osgood uma viagem na TARDIS, que se recusa, revelando que Bonnie se tornou sua nova duplicata.[46]

- Martha Jones, codinome "Greyhound 6", torna-se médica após suas aventuras com o Doutor e, posteriormente, Oficial Médica da UNIT. Ela contata o Doutor para que ele possa ajudar a UNIT no episódio "The Sontaran Stratagem" (2008).[30] Ela se torna confiável o suficiente na UNIT para receber a Chave Osterhagen, parte de um mecanismo para um programa que visa destruir a Terra.[47]

- Kate Lethbridge-Stewart, também conhecida como Kate Stewart, é a Comandante em Chefe da UNIT; anteriormente a diretora científica e líder de fato do contingente britânico da UNIT nas décadas de 2010 e 2020. Ela aparece pela primeira vez em "The Power of Three" (2012) antes de retornar no especial "The Day of the Doctor" (2013) e posteriormente recorrente durante as eras do Décimo segundo, Décima terceira, Décimo quarto e Décimo quinto Doutor. Kate é filha do Brigadeiro Lethbridge-Stewart. A personagem foi criada para os filmes spin-off não oficiais Downtime (1995) e Dæmos Rising (2004), nos quais foi interpretada por Beverley Cressman.[48] Ela é retratada como mãe solteira de Gordon Lethbridge-Stewart, que até o momento não foi mencionado em Doctor Who, embora Kate tenha se referido a si mesma como divorciada e "mãe de dois filhos" no programa.

- Shirley Anne Bingham é a 56.ª conselheira científica da UNIT, tendo feito sua primeira aparição em "The Star Beast", onde foi responsável pela investigação da nave aparentemente acidentada do Meep.[27] Ela também auxiliou a UNIT e o Décimo quarto Doutor na investigação do Toymaker em "The Giggle".[49]

- Melanie Bush, uma programadora de computadores e ex-acompanhante do Sexto e Sétimo Doutores, foi contratada por Kate Stewart para trabalhar como cientista da computação na UNIT algum tempo depois de "The Power of the Doctor". Ela esteve presente na batalha do Décimo quarto e Décimo quinto Doutores contra o Toymaker na Torre da UNIT em 2023.[49]

- O Coronel Christofer Ibrahim é um oficial de campo da UNIT que responde diretamente a Kate Stewart e a segue sem questioná-la. Ele estreou em "The Giggle", levando o Doutor e Donna até sua chefe, e esteve presente na derrota do Toymaker.[49]

- Morris Gibbons é um garoto prodígio de treze anos e consultor científico que aparece em "The Legend of Ruby Sunday" / "Empire of Death".[50][51]

## Datação da UNIT
A série original de Doctor Who (1963–1989) apresenta evidências conflitantes sobre quando exatamente as histórias envolvendo a UNIT se passam, o que gerou muita confusão e continua alimentando debates entre os fãs. Inicialmente, a equipe de produção pretendia que as histórias da UNIT ocorressem na década de 1980. Em Pyramids of Mars (1975), Sarah Jane Smith afirma explicitamente que é "de 1980", mas a história Mawdryn Undead (1983) declara que o Brigadeiro se aposentou da UNIT em 1976 e que o Sargento Benton deixou o exército em 1979.
Essa confusão foi referenciada no episódio "The Sontaran Stratagem" (2008), em que o Doutor afirma não saber ao certo se seu tempo na UNIT ocorreu nos anos 1970 ou 1980. Da mesma forma, no episódio "The Lost Boy", de The Sarah Jane Adventures, aparece um arquivo da UNIT sobre Sarah Jane Smith que diz: "O serviço rapidamente se expandiu, marcando presença em um período de ouro que abrangia os anos sessenta, setenta e, alguns diriam, os oitenta." Outro exemplo ocorre em "The Day of the Doctor", quando Kate Stewart menciona "um dos arquivos de incidentes do meu pai. Codinome: Cromer. Anos setenta ou oitenta, dependendo do protocolo de datação". O termo Cromer refere-se à história The Three Doctors (1972–73), a primeira em que diferentes encarnações do Doutor se unem contra um inimigo comum, e na qual o Brigadeiro Lethbridge-Stewart, ao ser transportado para um mundo alienígena, o compara à cidade costeira de Cromer, em Norfolk. Kate Stewart volta a mencionar a confusão no episódio "The Zygon Invasion", ao descrever os eventos de Terror of the Zygons como ocorridos nos "anos 70 (ou) 80".
Uma possível justificativa para essas anomalias de datas aparece no áudio-drama The Legacy of Time: The Split Infinitive, onde uma anomalia temporal faz com que as décadas de 1960 e 1970 fiquem brevemente ligadas, após um experimento de viagem no tempo com falhas dividir uma pessoa entre essas eras. Quando a crise é resolvida pelo Sétimo Doutor ao reunir os dois aspectos da pessoa, ele observa que a explosão temporal resultante causará uma série de pequenas anomalias para qualquer um dessa era que tenha lidado com viagens no tempo — o que explicaria como alguém poderia estar trabalhando nos anos 1980 e ainda assim ter se aposentado nos anos 1970.
O episódio "Survivors of the Flux" faz referência a essas datas conflitantes em uma cena em que Kate Stewart acusa o Grande Serpente de ter deliberadamente adulterado evidências, fotografias e datas para encobrir sua infiltração na UNIT.

## Recepção crítica
O conceito da UNIT foi geralmente bem recebido pelos fãs de Doctor Who. Em Through Time: An Unauthorised and Unofficial History of Doctor Who, de Andrew Cartmel, o contraste marcante entre a personalidade excêntrica do Doutor e a seriedade e normalidade da UNIT é descrito por Cartmel como um "golpe de genialidade".
A organização é frequentemente vista dentro do contexto de outras organizações internacionais que apareceram em obras de ficção científica do pós-guerra. Entre elas estão a SMERSH e a SPECTRE dos romances de James Bond, a S.H.I.E.L.D. dos quadrinhos da Marvel e a U.N.C.L.E. da série The Man from U.N.C.L.E. — todas, assim como a UNIT, concebidas como agências de inteligência fictícias das Nações Unidas.
A associação original da organização com as Nações Unidas às vezes é criticada por supostamente refletir sentimentos de direita dentro da BBC:
Para quem não conhece o programa, deixe-me descrevê-lo. Doctor Who atingiu o auge de sua fantasia absurda no início dos anos setenta. O planeta Terra não só foi ameaçado por alienígenas cujos tentáculos eram feitos de luvas de borracha, mas seu destino estava nas mãos dos homens de uma "força de inteligência" controlada pelas Nações Unidas.— Damian Thompson The Telegraph